# Вонгён-ванху
Вонгён-ванху́ (원경왕후 민씨; 29 июля 1365 — 18 августа 1420 гг.) — чосонская королева-консорт, первая жена вана Тхэджона. Происходила из семьи Мин, из рода Ёхын Мин; настоящее имя неизвестно, поэтому её называют госпожой Мин по фамилии отца или по титулу: принцесса Чоннён, затем с 1400 по 1418 год королева Чон (정비). После отречения её мужа от престола в 1418 году она носила титул вдовствующей королевы Худо́к (후덕왕대비). Вонгён-ванху́ — её посмертное имя.
Госпожа Мин стала матерью нескольких детей, в том числе Седжона Великого — следующего правителя Чосона.

## Жизнеописание

### Ранние годы
Госпожа Мин родилась 29 июля 1365 года в королевстве Корё, которым правил Конмина. Она была третьей дочерью из восьми детей Мин Дже из клана Ёхын Мин и его первой жены - госпожи Сон из клана Ёсан Сон. Её личное имя неизвестно, как и точное место её рождения: город Кэгён или Сонгён, Чолдон (современный Кэсон в Северной Корее).
Через своего деда госпожа Мин в конечном итоге стала предком королевы Инхён, принцессы-консорта Мин (мать Хынсон Тэвонгуна), Великой принцессой-консортом Сунмок (жена Хынсон Тэвонгуна), императрицы Мёнсон и императрицы Сонмён. Она также была двоюродной сестрой королевской благородной супруге Хуэй-би из клана Пэпён Юн, супруге короля Корё Чхунхе.
В 1382 году, когда ей исполнилось 17 лет, её выдали замуж за Ли Банвона. Ли Банвон был пятым сыном Ли Сонге от его первой жены, госпожи Хан. Десять лет спустя в 1392 году, когда Ли Сонге основал королевство Чосон, её Ли Банвону был присвоен королевский титул принца Чонгана, сделавший госпожу Мин чосонской принцессой Чоннён.
Поскольку она была женой принца, её матери был присвоен придворный титул «принцесса-консорт Самхангук из клана Ёсан Сон» (хангыль: 삼한국대부인, ханча: 三韓國大夫人), а её отцу был присвоен королевский титул «принц Ёхын, Миндже» (хангыль: 여흥부원군 민제, ханча: 驪興府院君 閔霽).

### Участие в королевской политике
В 1394 году столица была перенесена из Кэгёна (современный Кэсон) в Хансон (современный Сеул). Когда было провозглашено создание нового корейского королевства Чосон, Ли Сонге поднял вопрос о том, какой сын станет его преемником. Хотя Ли Банвон больше всего способствовал приходу своего отца к власти, он питал глубокую ненависть к двум ключевым союзникам своего отца при дворе: премьер-министру Чон Доджону и Нам Ыну.
В 1398 году Чон Доджон, обладавший в то время огромной властью, ввёл в действие Закон о нарушении правоприменения[уточнить] и вернул государству всех солдат и оружие, но госпожа Мин спрятала оружие и солдат, принадлежавших её семье, в её доме[уточнить]. Вскоре после того, как Тхэджон заболел, клан Мин воспользовался этой возможностью, чтобы передать оружие и ресурсы Ли Банвону, которого госпожа Мин пыталась подтолкнуть к перевороту.
Затем Ли Банвон собрался со своими зятьями Мин Мугу и Мин Муджилем и немедленно восстал, совершил набег на дворец, убив Чон Доджона и некоторых его последователей, а также двух сыновей Ли Сонге от покойной королевы Синдок, Ли Бансока (이방석 의안대군) и Ли Банпона (이방번 무안대군), которые по старшинству могли быть претендентами на чосонский трон.
Этот инцидент стал известен как Первая борьба принцев. Ошеломлённый тем, что его сыновья были готовы убить друг друга за корону, и психологически истощённый смертью своей второй жены, король Тхэджо немедленно сделал своего второго сына Чонджона новым правителем.
В начале 1400 года произошла Вторая борьба принцев, когда Ли Банган, принц Хоэн, старший брат принца, напал на принца Чонгана. Вместе с принцем Чонганом госпожа Мин и её семья боролись за свержение принца Хоэна и его сторонников.
4 марта 1400 года король Чонджон объявил своего брата Ли Банвона предполагаемым наследником и добровольно отрёкся от престола. Благодаря этому госпожа Мин изменила свой королевский титул с принцессы-консорта Чоннён на наследную принцессу-консорт Чон из клана Ёхын Мин (정빈 민씨) и в конечном итоге получила королевский титул королевской супруги Чон (정비, 靜妃; чонби́ означает «безмятежная супруга») 10 января 1401 года. Таким образом, она стала королевой-консортом Чосона.

### Изгнание и смерть семьи
В 1406 году Тхэджон поднял тему отречения от престола, но позже отказался от своего заявления. При этом старшие младшие братья королевы Мин Мугу и Мин Муджиль заявили, что они очень довольны известием об отречении Тхэджона, в результате чего двое мужчин были сосланы на остров Чеджудо, где позже были убиты в 1410. В том же году умер Мин Дже, отец королевы, которому было трудно справиться с изгнанием своих сыновей.
Именно в это время отношения королевы с мужем ухудшались из-за наложниц, которых он приводил во дворец. Ситуация ухудшилась ещё больше, когда королева Чон не рассказала Тхэджону о рождении их дочери, принцессы Чонсон, в 1404 году. Говорят, что из-за её отношения король избегал её покоев.
8 лет спустя в 1416 году оставшиеся младшие братья королевы, Мин Мухюль и Мин Мухо, заявили, что наследный принц Дже (Великий принц Яннён), её старший сын, будет очень заботиться об их семье, поскольку он и их семья имеют близкие семейные отношения. Слухи распространились и достигли Тхэджона, который увидел в этом угрозу, из-за которой братья снова были изгнаны и умерли от отравления (самоубийство)[уточнить]. Но также говорят, что распространились слухи о том, что королева Чон оскорбляла наложницу Тхэджона, даму Хё из клана Чхонпунг Ким, и её сына принца Кённёна. В гневе Тхэджон изгнал Мин Мухёля и Мин Мухве к ближайшему морю и там повесил их на смерть, вместо того, чтобы свергнуть королеву Чон с её положения.

### Более поздняя жизнь
В 1418 году её муж отрекся от престола и передал престол их третьему сыну, Седжону, но продолжал править ещё три года, решая важные дела. В 1419 году казнила тестя сына Сим Она и двух дядей зятя[уточнить] в 1418 году.

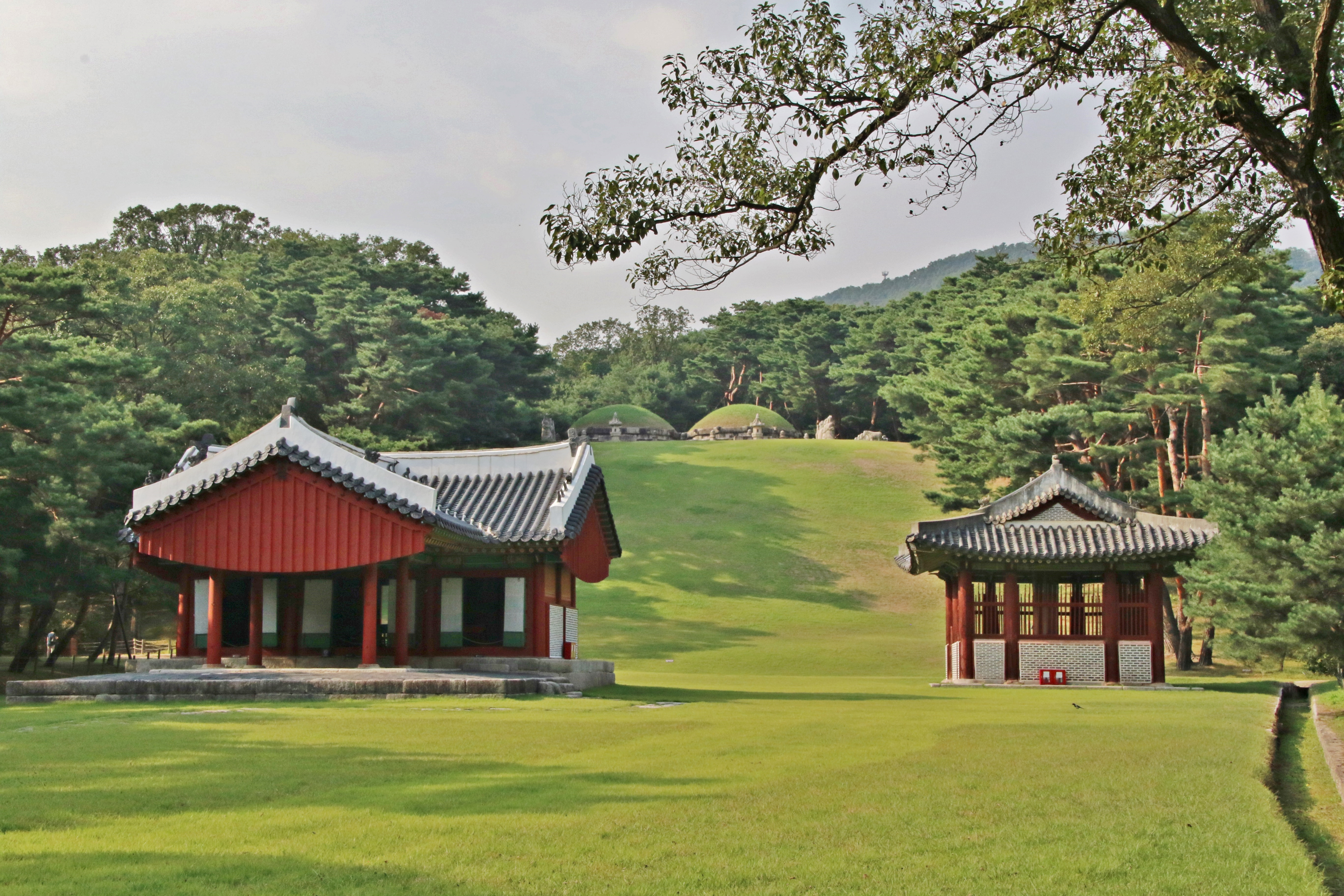
Место захоронения королевы и ее мужа

В это время госпожа Мин носила титул вдовствующей королевой Худок[уточнить], а её муж стал почётным ваном Чосона. Её правление в качестве вдовствующей королевы длилось недолго: с 9 сентября 1418 г. до её смерти 18 августа 1420.
Королева, которая помогла своему мужу занять чоснский трон, но чьи братья взамен подверглись «чистке», умерла 18 августа 1420 года в возрасте 56 лет в зале Бёль во дворце Суган. Тхэджон пережил её на два года и вместе похоронен в Холлыне в Сеуле, район Сокчхо.

## Личность
Королева Чон описывается как умная и амбициозная, с проницательными политическими амбициями, она часто вмешивалась в государственные дела. Она помогла своему супругу на его пути к трону и убедила его назначить их старшего сына Яннёна наследным принцем. Когда он заменил их сына в качестве наследного принца своим младшим братом, королева Чон пришла в ярость, и её вмешательство в конечном итоге привело к тому, что король Тхэджон казнил её младших братьев, чтобы держать её и её семью в узде.
Говорят, что среди королев, которые были вовлечены в политику династии Чосон, королева Вонён, наряду с королевой Мунджон, королевой Мёнсон и императрицей Мёнсон, считалась самой политической, смелой и дальновидной королевой.

## Наследие
Королева — потомок Мин Ёнмо в 7-м поколении, который является основателем клана Ёхын Мин.
Старший брат деда королевы Вонён, Мин Ю, в конечном итоге стал прадедом королевы Инхён в 12-м колене и прадедом императрицы Мёнсон в 17-м колене. Как и младшая сестра её дедушки, её двоюродная бабушка также была матерью королевской супруги Хуэй-би[уточнить] из клана Пэпён Юн.
Королевская благородная супруга Хё из клана Чхонпун Ким изначально была одной из служанок королевы Чон в доме Мин, прежде чем она стала наложницей короля Тхэджона, а королевская супруга Син из клана Ёнволь Син также изначально была одной из свиты королевы Чон, из помощниц придворных дам во дворце, прежде чем стать наложницей.

## Семья

### Родители
- Пра-пра-пра-пра-пра-пра-пра-пра-пра-прадедушка Мин Чиндо (민칭도, 閔稱道)[4]
- Пра-пра-пра-пра-пра-пра-пра-пра-прадедушка Мин Сехён (민세형, 閔世衡)
- Пра-пра-пра-пра-пра-пра-прадедушка Мин Уи (민의, 閔懿)
- Пра-пра-пра-пра-пра-прадедушка — Мин Ёнмо (민영모, 閔令謨) (1115—1194)
- Пра-пра-пра-пра-пра-прабабушка — госпожа Пэ (배씨)
- Пра-пра-пра-пра-прадедушка — Мин Гонгю (민공규, 閔公珪)[5]
- Пра-пра-пра-прадедушка — Мин Ингюн (민인균, 閔仁鈞)
- Прапрапрадедушка Мин Хван (민황, 閔滉)
- Пра пра-дедушка — Мин Чжонъю (민종유, 閔宗儒) (1245 — 27 мая 1324)
- Пра-пра-бабушка — госпожа Ю (유씨, 兪氏)
- Прадед Мин Чжок (민적, 閔頔) (1269 — 4 марта 1335)
- Прабабушка — госпожа Вон (원씨); Вторая жена Мин Чжока
- Дедушка Мин Бён (민변, 閔忭) (? — май 1377 г.)[6][7][8]
- Бабушка — госпожа Хо из клана Янчхон Хо (본관: 양천 허씨, 陽川 許氏)
- Отец-Мин Дже, герцог Мундо, внутренний принц Ёхын (민제 여흥부원군 문도공, 閔霽 文度公 驪興府院君) (1339—1408)[9]
  - Дядя — Мин Рян (민량, 閔亮) (? — 1408)
  - Тетя — госпожа Мин из клана Ёхын Мин (여흥 민씨)
    - Дядя — Гвак Чу (곽추, 郭樞) из клана Чхонджу Гвак (1338—1405)
      - Кузен — Гвак Вун (곽운, 郭惲)
      - Кузина — госпожа Гвак из клана Чхонджу Гвак (청주 곽씨)
        - Зять — Ким Яннам (김양남, 金揚南)

      - Кузина — госпожа Гвак из клана Чхонджу Гвак (청주 곽씨)
        - Зять — Ким Юк (김육, 金育)

      - Кузина — госпожа Гвак из клана Чхонджу Гвак (청주 곽씨)
        - Зять — Бон Ангук (봉안국, 奉安國) (1383 — ?)

    - Дядя — Мин Гэ (민개, 閔開) (1360—1396)
- Мать-принцесса-консорт Самхангук из клана Ёсан Сон (삼한국대부인 여산 송씨, 三韓國大夫人 礪山 宋氏) (1342—1424); первая жена Мин Дже[10]
  - Дедушка — Сон Сон (송선, 宋璿)
  - Бабушка — госпожа Ха из клана Дальсон Ха (달성 하씨, 達城 河氏)
    - Мачеха — госпожа Ли из клана Янсон Ли (양성 이씨, 陽城 李氏)

### Братья и сёстры
У госпожи Мин было две старших сестры, 4 младших брата и одна младшая сестра:
- Старшая сестра — госпожа Мин (여흥 민씨)
  - Шурин — Чо Пак (조박, 趙璞) (1356—1408) из клана Пхёнъян Джо (평양 조씨, 平壤 趙氏)
    - Племянник — Джо Шин-он (조신언, 趙愼言)

- Старшая сестра — принцесса-консорт Самхангук из клана Ёхын Мин (삼한국대부인 여흥 민씨)
  - Шурин — Ли Чхонву, принц Вансан (이천우 완산군, 李天祐 完山君) (1354—1417); старший сводный двоюродный брат короля Тэджона
    - Племянник — Ли Гвин, принц Ёян (이굉 여양군, 李宏)
      - Жена племянника — госпожа Ким из клана Кёнджу Ким (경주 김씨); Младшая сестра королевы Чонган

    - Племянник — Ли Ван, принц Ёсон (여성군 이완)
    - Племянник — Ли Сон, принц Ёхын (여흥군 이선)

- Младший брат — Мин Мугу, принц Ёган (여강군 민무구, 閔無咎) (? — 17 марта 1410 г.)
  - Племянник — Мин Чу (민추)
    - Безымянный внучатый племянник; сын наложницы-простолюдинки

- Младший брат — Мин Муджиль, принц Ёсон (여성군 민무질, 閔無疾) (? — 17 марта 1410 г.)
  - Невестка — госпожа Хан из клана Чхонджу Хан (정경부인 청주 한씨); дочь Хан Санхвана (한상환)
    - Племянник — Мин Чок (민촉)
      - Внучатый племянник — Мин Ёнын (민연은)
      - Внучатый племянник — Мин Ги (민기)
      - Внучатый племянник — Мин Хонг (민홍)
      - Внучатый племянник — Мин Соб (민섭)

    - Племянник — Мин Сэм (민삼)
      - Внучатый племянник — Мин Хуэй-нём (민희념)
        - Правнучатый племянник — Мин Бён (민변)
        - Правнучатый племянник — Мин Му (민무)
          - Пра-пра-внучатый племянник — Мин Ын Чжон (민응정)
            - Пра-пра-пра-внучатый племянник — Мин Хёп (민협)
              - Пра-пра-пра-пра-внучатый племянник — Мин Юнг-уй (민종의)

  - Племянник — Мин Бун (민분)
    - Внучатый племянник — Мин О (민오)

  - Племянница — госпожа Мин (민씨)
  - Племянница — госпожа Мин (민씨)
  - Племянница — госпожа Мин (민씨)

- Младший брат — Мин Мухюль, принц Ёвон (여원군 민무휼, 閔無恤) (? — 13 января 1416 г.)
  - Невестка — госпожа Ли из клана Угье[уточнить] Ли (우계 이씨, 羽溪 李氏) или госпожа Ли из клана Сонджу Ли (성주 이씨)
    - Племянница — госпожа Мин (여흥 민씨)
      - Муж племянницы — Сим Джун (심준, 沈濬); Младший брат королевы Сохон
        - Внучатый племянник — Сим Ми (심미)
        - Внучатый племянник — Сим Чи (심치)
          - Жена внучатого племянника — госпожа Ким из клана Сунчхон Ким (순천 김씨)

    - Племянница — госпожа Мин (여흥 민씨)

- Младший брат: Мин Мухве, принц Ёсан (여산군 민무회, 閔無悔) (? — 1416)
  - Племянник — Мин Ноэ (민뇌)
  - Племянница — госпожа Мин (여흥 민씨)

- Младшая сестра — госпожа Мин (여흥 민씨)
  - Шурин — Но Хан (노한, 盧閈) из клана Гёха Но (교하 노씨, 交河 盧氏) (1376—1443)
    - Племянник — Но Мул-джэ (노물재, 盧物栽) (1396—1446)
      - Жена племянника — госпожа Сим из клана Чхонсон Сим; Вторая младшая сестра королевы Сохон

### Супруг
- король Тхэджон (조선 태종) (13 июня 1367 г. — 30 мая 1422 г.)
  - Свёкор — Тхэджо (조선 태조) (27 октября 1335 — 18 июня 1408)
  - Свекровь — королева Сини из клана Анбён Хан (신의왕후 한씨) (1337 — 21 октября 1391)

## Дети
4 дочери и 8 сыновей:
- Принцесса Чонсон (정순공주, 貞順公主) (1385—1460)
- Принцесса Кёнджон (경정공주, 慶貞公主) (1387 — 20 июня 1455)
- Безымянный великий принц (대군)
- Безымянный великий принц (대군)
- Безымянный великий принц (대군)
- Принцесса Кёнган (경안공주, 慶安公主) (1393 — 22 апреля 1415)
- Ли Дже, великий принц Яннён (이제 양녕대군, 李禔 讓寧大君) (1394 — 7 сентября 1462)
- Ли Бо, великий принц Хёрён (이보 효령대군, 李補 孝寧大君) (6 января 1396 г. — 12 июня 1486 г.)
- Ли До, король Седжон Великий (세종대왕) (7 мая 1397 г. — 30 марта 1450 г.)
- Принцесса Чонсон (정선공주, 貞善公主) (1404 — 25 января 1424)И Чон, великий принц Соннён (이종 성녕대군, 李褈 誠寧大君) (3 августа 140 г.

## В искусстве
Образ королевы Вонгён сыграли южнокорейские актрисы:
- Ким Ённан в телесериале 1983 года «Король дворца Чудон» (MBC).
- Чхве Мён Гиля в сериале KBS 1996—1998 годов «Слёзы дракона» и в сериале KBS 2008 года «Великий король Седжон» .
- Кан Сечжон в сериале KBS 2014 года «Чон Доджон» (сериал о жизни Чон Доджона).
- Им Ечжин в сериале 2015 года «Всплеск любви» (MBC).
- Гон Сынён в сериале SBS 2015—2016 годов «Шесть взлетающих драконов».
- Ким Сахи в фильме 2015 года «Империя похоти».
- Со Ёнхи в сериале SBS 2021 года «Чосонский экзорцист».
- Пак Джинхи[англ.] в сериале 2021 года «Король слёз Ли Банвон» (KBS1) — за эту роль в 2022 году она получила премию APAN (премия)[англ.] как «Лучшая актриса в телесериале»[11]